# 松平頼泰 (水戸藩)
松平 頼泰（まつだいら よりやす）は、江戸時代前期から中期にかけての武士。常陸国水戸藩御附家老を代々務めた長倉松平家の祖。

## 略歴
寛永8年（1631年）4月27日、常陸水戸藩初代藩主・徳川頼房の八男として江戸山手邸にて誕生した。母は興正寺住職准尊の娘耶々。
異母兄である徳川光圀から3千石を与えられ、のちに1千石を加増されて4千石となる。貞享4年（1687年）7月10日に家督を長男頼福に譲り、隠居して懐軒と号す。享保2年（1717年）7月5日に87歳で死去した。

## 系譜
- 妻：伊与 - 蓮乗娘
  - 三男：泰寛
  - 次女：小耶々
- 侍妾：目賀田氏
  - 長男：頼福
- 侍妾：六（堀江氏）
  - 次男：泰通
- 侍妾：渡邊氏
  - 長女：紺